# 编译原理 (教材)
《编译原理》（英語：Compilers: Principles, Techniques, and Tools）是一部由阿尔佛雷德·艾侯、林倩玲、拉维·塞提和杰弗瑞·乌尔曼合著的计算机科学教材，探讨了编译器设计方面的若干重要课题，被视为编译原理领域的经典教材之一。该书的第一版出版于1986年，第二版出版于2006年；因两版封面均绘有屠龙勇士和恶龙搏斗的画面而被几代计算机科学工作者昵称为《龙书》（英語：Dragon Book）。

## 内容
《编译原理》第一版介绍了下列内容：
1. 编译器的构成
2. 词法分析（含正则表达式与有限状态机）
3. 语法分析（含上下文无关语法、LL分析器、自底向上的语法分析（英语：Bottom-up parsing）、LR分析器）
4. 语法制导翻译
5. 类型检查（含类型转换与多态）
6. 中间代码生成
7. 运行时系统（含传参、符号表与寄存器分配）
8. 目标代码生成
9. 代码优化

第二版在此基础上增加了数据流分析、并行计算、垃圾回收相关的内容。